# 威利·赫斯
威利·赫斯（德語：Willy Hess，1906年10月12日—1997年5月9日），瑞士音樂學家，作曲家，以貝多芬研究著稱。
赫斯的代表作為貝多芬生前作品的發表，這包括了並未見於早前《貝多芬全集》（Beethoven Gesamtausgabe）的許多作品在內。

## 生平歷略
赫斯在温特图尔出生，之後就讀於蘇黎世音樂院（今蘇黎世藝術大學）。1942年至1971年期間，在溫特圖爾國立樂團擔任低音管手。

## 作品節選
- 貝多芬E♭大調鋼琴協奏曲配器[1]
- 三首蘭德勒舞，作品28，為鋼琴四手聯彈
- 奏鳴曲，為中提琴與低音管

## 外部連結
- 威利·赫斯的免费乐谱，由国际乐谱典藏计划提供